# Fabio Ferri
 (décembre 2014).
Si vous disposez d'ouvrages ou d'articles de référence ou si vous connaissez des sites web de qualité traitant du thème abordé ici, merci de compléter l'article en donnant les références utiles à sa vérifiabilité et en les liant à la section « Notes et références ».
Fabio Ferri, né le 13 juin 1970 à Bari, est un acteur italien.

## Biographie
Il est connu en Italie pour avoir animé une émission du matin (Télé Matin italien) sur Rai 1. Il enchaine également les rôles dans des pièces de théâtre et dans des rôles humoristiques ou dramatiques pour le théâtre italien. De 2008 à 2011, il joue le rôle de l'inspecteur Morini dans le spin-off italien de Rex, chien flic à la télévision.

## Théâtre et cinéma

### Théâtre
2006
- Roméo et Juliette (Shakespeare)

2002/2003
- Pas possible (Fabio Ferri et M. Marzocca)

2000
- Il giovane attore

1997
- Pâte, moule, auteur de la pièce (joué en Français)
- Tu es un bon fils, écrit et joué par lui (joué en Français)
- La fête de la mort

1996
- L’Ami (Pablo Taddei)

1995
- La Cantatrice

### Cinéma
2006
- Ma l'amore... si, Costa et Zangardi
- Non prendere impegni stasera, G.Tavarelli

2003
- Gente di Roma di, Ettore Scola

2002
- El Alamein, Monteleone
- Ultimo stadio, Ivano De Matteo
- Un delitto impossibile, Antonello Grimaldi
- Zora la vampira, F.lli Manetti

2000
- Le Sciamane, Anne Ritte Ciccone

1999-2000
- Tobia al caffè, G. Mingozzi'

1998
- Ormai è fatta, Enzo Monteleone
- Barbara, Angelo Orlando

### Télévision
2008-2011
- Rex, chien flic, inspecteur Morini

2005
- Stracult, Marco Giusti

2006
- Matinee, Marco Giusti

2007
- Stile Libero Max, Giovanni Benincasa

2005
- Bla Bla Bla, Lillo et Greg, Rai 2
- Cronache Mariziane, Fabio Canino, Italia 1

2004
- Due Sul Duvano

2003-2004
- B.R.A. Braccia rubate all'agricoltura, Serena Dandini
- Lando, Daria Bignardi, Italia Uno

2002
- Dopo Sanremo
- Stasera pago io, Quelli che il calcio, Uno di noi, Morandi Satyricon